# Lisbon, Ohio
Lisbon är administrativ huvudort i Columbiana County i delstaten Ohio. Orten har fått sitt namn efter Lissabon. Lisbon hade 2 821 invånare enligt 2010 års folkräkning.